# هاجنویل (کنتاکی)
هاجنویل (به انگلیسی: Hodgenville) شهری در ایالت کنتاکی کشور ایالات متحده آمریکا است که جمعیت آن در سرشماری سال ۲۰۱۰ میلادی، ۳٬۲۰۶ نفر بوده‌است. ابراهام لینکلن، شانزدهمین رئیس‌جمهور آمریکا در ۱۲ فوریه ۱۸۰۹ میلادی در شهر هاجنویل به دنیا آمد.